# Futsal Team Charleroi
Futsal Team Charleroi, ook bekend onder de afkorting FT Charleroi, is een Belgische zaalvoetbalclub.

## Historiek
In 2005 werd A&M Châtelineau overgenomen door Aldo Troiani, voordien de sterke man achter de Kickers. Als trainer werd Jacques Mine aangesteld. Datzelfde seizoen slaagde de club erin de promotie af te dwingen naar tweede nationale en het seizoen daaropvolgend naar de eerste nationale.
In het seizoen 2010-'11 werd de club een eerste maal landskampioen. Het seizoen daaropvolgend won de club de Supercup en de Beker van België, in de reguliere competitie werd de club vice-kampioen. In het seizoen 2012-'13 won de club de dubbel, alsook de Supercup en de BeNeCup. Het daaropvolgende seizoen behaalde de club wederom de dubbel. In het seizoen 2014-'15 won de club de BeNeCup.
In 2015 fusioneerde de club met Charleroi 21. De fusieclub ging vervolgens verder onder de naam Futsal Team Charleroi.

## Palmares[16]
- Winnaar BeNeCup: 2013 en 2015
- Supercup: 2012 en 2013
- Winnaar Beker van België: 2012, 2013, 2014 en 2020
- Landskampioen: 2011, 2013 en 2014
- Vice-landskampioen: 2012